# Crawfordville (Géorgie)
Pour la ville située en Floride, voir Crawfordville (Floride).
La ville américaine de Crawfordville est le siège du comté de Taliaferro, dans l’État de Géorgie. Lors du recensement de 2000, sa population s’élevait à 572 habitants.

## Démographie
| 1880 | 1890 | 1900 | 1910 | 1920 | 1930 |
| ---- | ---- | ---- | ---- | ---- | ---- |
| 511  | 584  | 597  | 688  | 784  | 840  |

| 1940  | 1950 | 1960 | 1970 | 1980 | 1990 |
| ----- | ---- | ---- | ---- | ---- | ---- |
| 1 056 | 966  | 786  | 735  | 594  | 577  |

| 2000 | 2010 | - | - | - | - |
| ---- | ---- | - | - | - | - |
| 572  | 534  | - | - | - | - |

## Source
- (en) Cet article est partiellement ou en totalité issu de l’article de Wikipédia en anglais intitulé « Crawfordville, Georgia » (voir la liste des auteurs).